# Palaeosia reticulata
Palaeosia reticulata là một loài bướm đêm thuộc phân họ Arctiinae, họ Erebidae.